# Jakow Izrael Kaniewski
Rabin Jakow Izrael Kaniewski, znany jako Steipler lub Gaon Steipler (ur. 1899, zm. 1985) – ultraortodoksyjny rabin, talmudysta i posek ("decydujący" w kwestii prawa żydowskiego).

## Życiorys

### Wczesne lata
Steipler urodził się na Ukrainie w 1899 roku. Jego ojcem był rabin Chaim Perec Kaniewski, chasyd czarnobylski i lokalny szojchet. Matka Steiplera była drugą żoną jego ojca.
Rodzina po wielu przeprowadzkach osiadła w miejscowości Hornostajpol, i to właśnie od nazwy tej miejscowości powstał przydomek "Steipler".
W wieku około 11 lat Kaniewski rozpoczął naukę w nowogródzkiej jesziwie prowadzonej przez znanego dziekana rabina Jozefa Joizela Horowitza. W nauce robił bardzo szybkie postępy i zdobył sobie reputację Talmid chacham, studenta-mędrca. Dlatego też rabin Horowitz rekomendował go - pomimo jego młodego wieku (19 lat) – na rosz jesziwy w Rogaczowie, filii szkoły Horowitza.

#### Służba w wojsku
Kiedy rabin Kaniewski został wcielony do Armii Czerwonej, rewolucja bolszewicka trwała w pełni.  Mimo trudnych warunków służby wojskowej nadal ściśle przestrzegał wszystkich micwos. 
Istnieje przekaz, że w czasie odbywania służby wojskowej Kaniewski został postawiony przed sądem wojennym za "niewykonanie swego obowiązku" - wykonanie wojskowego obowiązku graniczyło z możliwością złamania szabatu. Został zmuszony do przejścia między dwoma rzędami żołnierzy, którym kazano go bić, gdy przechodził. Nalegał także, by mógł nosić letni mundur zimą, ponieważ nie było problemu z szatnezem (mieszaniem tkanin). W późniejszych latach rabin Kaniewski zauważał, że nigdy później nie miał takiej satysfakcji, jaką czerpał z utrzymania w tamtym czasie i warunkach swoich przekonań i zasad religijnych. 

### Lata późniejsze
Kaniewskiemu udało się zwolnić z armii po odbyciu części wymaganego czasu służby pod bronią. Postanowił przenieść się do Białegostoku w Polsce, aby nadal uczyć się Tory bez przeszkód ze strony komunistów.  W Białymstoku studiował u rabina Avrohoma Jofena. 
W 1922 r. (wg innych źródeł: 1925) Kaniewski opublikował swój pierwszy sefer ("książkę"): Sha'arei Tevunah ("bramy zrozumienia").  Zostało to przyjęte z wielkim uznaniem, a praca ostatecznie dotarła do rabina Abrahama Yeshayahu Karelitza (znanego jako Chazon Isz) w Wilnie.  Po lekturze, bez odbycia spotkania z autorem, rabbi Karelitz zdecydował, że autor takiego dzieła zasługuje na małżeństwo z jego siostrą Miriam. Kaniewski poślubił Miriam. 
Później rabin Kaniewski został mianowany rosz jesziwy nowogrodzkiej z siedzibą w Pińsku. 

#### Erec Izrael
W 1934 r., za pilną namową swojego szwagra, Chazona Isza, Kaniewski wyjechał z Polski i przeniósł się do Izraela. Osiedlił się w Bene Berak, gdzie jego szwagier, rabin Karelitz, mieszkał od półtora roku.  
W Bene Berak Kaniewski kierował przez wiele lat dwoma jesziwami.  Choć znany był jako światowej klasy uczony, Kaniewski unikał rozgłosu i żył w skromnym otoczeniu, ucząc, pisząc i oddając się Torze i dobrym uczynkom. 
Kaniewski, Steipler, znany był z tego, że na szabat włączał fragmenty z VeHigadeta autorstwa Jakowa Galińskiego, swojego przyjaciela z jesziwy nowogródzkiej.

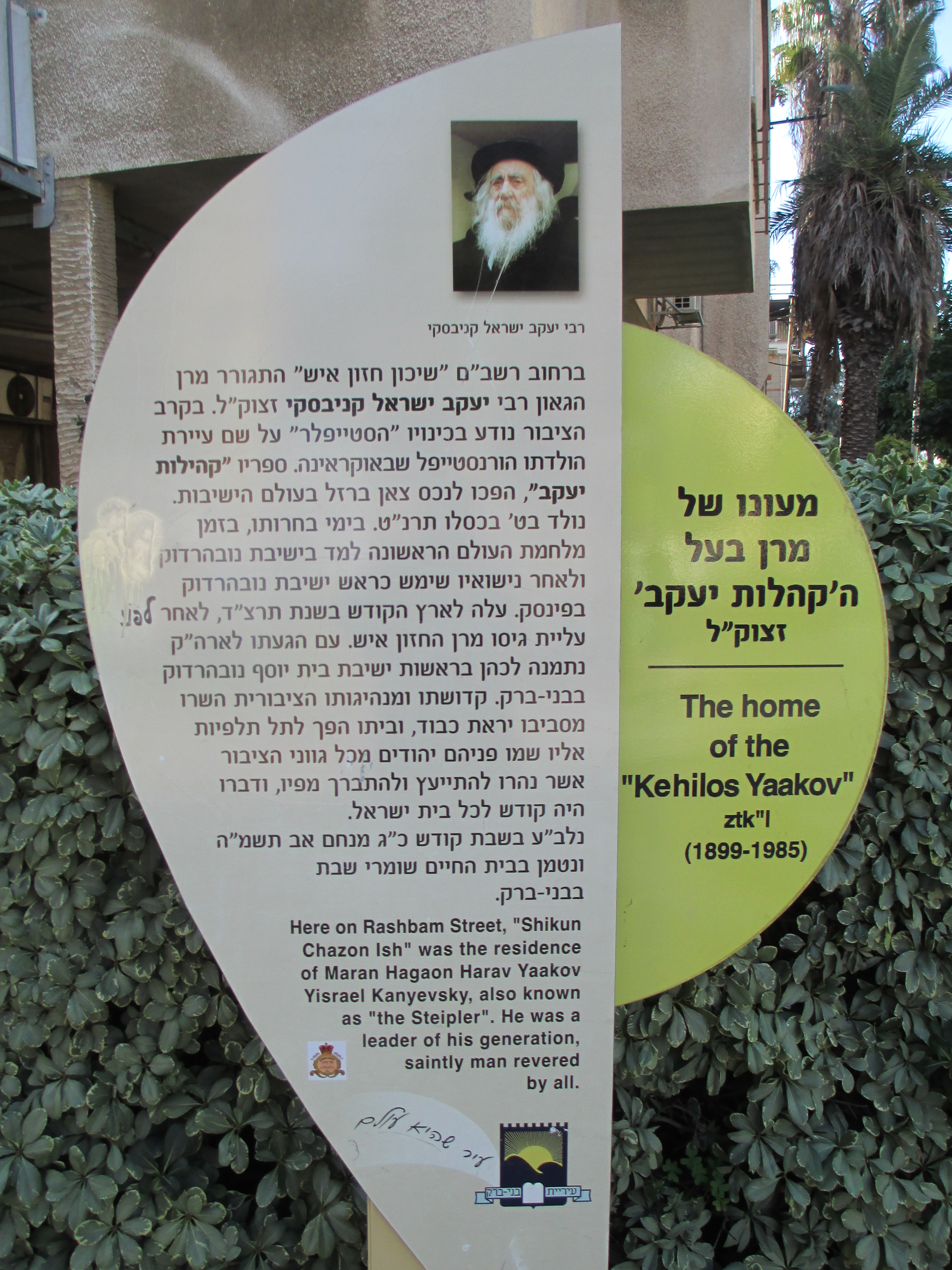
tablica pamiątkowa pod dawnym domem Steiplera w Bene Berak

Steipler zasłynął też tym, że odkąd przybył do Izraela, nigdy - nawet na krótką wizytę - nie opuścił już kraju. 
Kiedy zmarł, w 1985 roku, ponad 150 000 żałobników uczestniczyło w jego pogrzebie. Pochowany jest na cmentarzu w Bene Berak. 
Jakow Izrael Kaniewski, z żoną Miriam - siostrą rabina Karelitza - miał dwoje dzieci. Jego córka nadal mieszka w Bene Berak, syn, rabin Chaim Kaniewski, jest światowej sławy uczonym i rabinicznym autorytetem judaizmu ultraortodoksyjnego. 

## Twórczość
Steipler napisał wiele dzieł, a jego opus magnum to wielotomowe Kehillos Yaakov ("zgromadzeniem Jakuba"), zawierające jego unikalną analizę większości traktatów i konceptów Talmudu; jeden z tomów  Steipler napisał w czasie służby w armii. 
Jest także autorem Birkas Peretz (na temat Tory) i Chayei Olam.  Istnieje kilka tomów listów, znanych jako Karyana D', oraz kilka tomów napisanych przez jego ucznia, Rabina A Horowitza, opisujących  codzienne życie Steiplera.  Są one znane jako Orchos Rabbeinu. 
Eitsot V'Hadrachot rabina Kaniewskiego zawierają listy do doktora Yaakova Greenwalda, amerykańskiego psychologa, w  których to  Steipler doradza w kwestiach psychologicznych. 